# 恋はデジャ・ブ
『恋はデジャ・ブ』（こいはデジャ・ブ、原題:Groundhog Day）は、1993年に製作されたビル・マーレイ主演のアメリカ映画。
超常現象によって閉じた時間の中に取り残され、田舎町の退屈な祭事の日を際限なく繰り返すことになった男性が、己の高慢で自己中心的な性格を改めて恋を成就させるまでを描く。
原題の「グラウンドホッグデー」とは、物語の舞台となるペンシルベニア州の町パンクスタウニーなど各地で行われているアメリカの伝統行事で、物語はこの行事が行われる2月2日の6時00分から、翌朝の5時59分にかけての24時間を反復しながら進行する。
邦題の中の「デジャ・ブ」は、実際は一度も体験したことがないのに、すでにどこかで体験したことのように感じる現象を意味するフランス語の「déjà-vu（既視感）」から。
公開されてから数年で評価が高まり、1990年代の最高傑作の1つ、また史上最高のコメディ映画の1つとされる。仏教、キリスト教、ユダヤ教の学者は、本作を宗教的な寓話として分析した。また、ファンタジーの要素を持つコメディ映画がメインストリームに受け入れられるきっかけを作ったとも言われている。スティーヴン・ジェイ・シュナイダーの『死ぬまでに観たい映画1001本』に選ばれ、2006年には、米国議会図書館はによりアメリカ国立フィルム登録簿への保存対象に選ばれた。2016年にロンドンで、2017年にブロードウェイで、ミュージカル作品が上演された。

## あらすじ
物語は2月1日、皮肉屋のテレビ気象予報士フィル・コナーズが、聖燭節に行われるグラウンドホッグデーを取材するため、田舎町であるペンシルベニア州パンクスタウニーにに向かうところから始まる。フィルは同行する新人プロデューサーのリタ・ハンソンとカメラマンのラリーに対し、この仕事や田舎町の住民たちを見下すような態度を取っている。グラウンドホッグデーとはウッドチャック（グラウンドホッグ）が自分の影を見て冬眠するかどうかを観察することによって、春の到来の時期を占う伝統的な祭事である。フィルにとってこの田舎行事の退屈さは耐え難く、当然身も入らない。2月2日、チェリー・ストリート・インで、目覚まし時計のラジオから流れるソニー＆シェールの「アイ・ガット・ユー・ベイブ」が流れフィルは目を覚ます。フィルは、グラウンドホッグデーのお祭りの様子について、気乗りしない様子でレポートする。嫌々ながら一日を終えた彼は、都会への帰途、天候の急変により前日と同じくチェリー・ストリート・インに泊まることになった。
ところが翌朝、フィルが目を覚ますと、その日はまたしても2月2日のグラウンドホッグデーであった。フィルは昨日と同じ振る舞いを繰り返す人々や仕事仲間に既視感を覚えつつ、2度目の取材を終えるが、翌朝もまた同じ2月2日が繰り返される。理由も分からず時間のループに留め置かれ、天候のためパンクスタウニーの町を出ることもできないフィルは、トラブルを起こし警察に逮捕されるが、やはり翌朝も同じ宿のベッドの上で2月2日を迎える。
フィルは、前日の失敗をなかったことにして何度でもやり直せるという自分だけの特権を活用し、町の人々のプロフィールや1日の行動を調べていく。そうして得た情報を用いて行きずりの異性を口説き落としてみたり、犯罪を成功させて大金を得たりしながら満足を得ようとする。
しかし仕事仲間のリタを口説き落とすことに何度も失敗するうち、やがてフィルは際限なく繰り返されるグラウンドホッグデーの1日に嫌気が差してしまう。ベッドの横に置かれた目覚まし時計を壊しても、祭事に用いるウッドチャックをさらって町からの脱出を試みても、ループを抜け出すことは叶わない。フィルは自暴自棄になって自殺を試みるが、どのような手段で自殺しても結局は2月2日の朝に同じ宿のベッドで目覚めるのであった。
あるときリタに自分の事情とループで得た知識を明かしてみせたフィルは、彼女との交流を通して気を取り直す。その後、フィルは今までの態度を改め、他人に気前良く大金を配って回ったり、無尽蔵の時間を生かしてピアノを習ってみたり、寿命でその日に死ぬ運命にある老人を救うことには失敗しつつも、その日に起こる些細な事故やトラブルから人々を守ってみたりという日々を送るようになる。
やがてフィルは1日にしてパンクスタウニーの人々から尊敬を集める存在となり、リタからの愛も勝ち取る。その夜リタと一夜を共に過ごしたフィルは、なぜか翌朝になってもリタが共にいて、日付も2月3日に進んでいることに気がつく。フィルはループからの脱出に成功したことに狂喜しつつ、リタと共にパンクスタウニーに永住することを決意するのであった。

## 登場人物
「演」は演じた俳優を、「声」は日本語吹替版の声優を指す。
フィル・コナーズ (Phil Connors)
演 - ビル・マーレイ、声 - 安原義人
男性。本作の主人公。テレビ番組の取材でリタやラリーと共にパンクスタウニーを訪れ、ループし続ける時間に囚われる。登場人物の中で彼だけが、ループが起こっていることを観測しており、以前のループで得た経験を活用することができるが、そうなった理由は明かされない。実はリタに一目惚れしており、様々な手段を用いて彼女の心を射止めようとする。最初は嫌な人物として描かれ、劇中でもリタから自己中心的な性格を指摘されるが、後に態度を改めるようになる。
フィルという名前は、パンクスタウニーの祭事のために飼われているウッドチャックと同名で、作中ではそのことを町人に指摘されたり、自分自身をウッドチャックに例えたりする場面が登場する。
リタ・ハンソン (Rita Hanson)
演 - アンディ・マクダウェル、声 - 高島雅羅
女性。本作のヒロイン。テレビ番組のプロデューサーで、フィルやラリーと共に取材のためパンクスタウニーを訪れた。時間のループには気づいていないが、何度かそのことをフィルから打ち明けられる。
男性の好みは、博愛精神があって強引ではなく、ロマンチックで、楽器演奏の得意な人物であるといい、フランス詩を愛読する。フィルは彼女の反応を総当たりで調べ尽くし、彼女を口説き落とそうとしたが上手くいかず、一度は篭絡を断念する。しかし映画の結末では、彼女の理想の男性像を体現するに至ったフィルと一夜を共にし、共にループを脱出する。
ラリー (Larry)
演 - クリス・エリオット、声 - 牛山茂
男性。フィルやリタと共に取材のためパンクスタウニーの町を訪れたカメラマン。町の住人同様、時間のループには気がついていない。
ネッド・ライアソン (Ned Ryerson)
演 - スティーヴン・トボロウスキー、声 - 増岡弘
男性。フィルの高校時代の同級生を自称する保険のセールスマン。毎朝フィルが宿を出たところで遭遇し、再会を喜びつつ執拗に商談を持ちかけてくる。
バスター・グリーン (Buster Greene)
演 - ブライアン・ドイル＝マーレイ、声 - 峰恵研
男性。グラウンドホッグデーの祭事を執り行う人物で、占いの結果を皆に告げる役割を担う。フィルがウッドチャックのフィルを誘拐した際にも居合わせる。
ナンシー・テイラー (Nancy Taylor)
演 - マリス・ジェラティ、声 - 塩田朋子
女性。フィルに名前や出身校を聞き出された後、「偶然再会した高校の同窓生」を装って言い寄られ、口説き落とされる。翌日には他の住人同様、フィルのことを忘れているが、その後も何度か登場し、食堂や映画終盤のパーティにも姿を見せる。
ランカスター夫人(Mrs. Lancaster)
演 - アンジェラ・ペイトン、声 - 斉藤昌
女性。フィルが宿泊した宿の女主人。毎朝コーヒーを勧めてくる。
ガス (Gus)
演 - リック・ダコマン、声 - 稲葉実
男性。もと海軍の水兵。時間のループに閉じ込められて途方に暮れるフィルと飲み明かし、もし明日が来ないなら何をしても自由だという発想を彼に与える。結果としてフィルが起こしたトラブルに付き合わされ、ラルフと共に逮捕される。その後も食堂などに登場する。
ラルフ (Ralph)
演 - リック・オヴァートン、声 - 梅津秀行
男性。フィルやガスと飲み明かして酔い潰れてしまい、結果としてフィルが起こしたトラブルに付き合わされ、ラルフと共に逮捕される。その後も食堂でガスと一緒に食事をしている。
ウェイトレスのドリス (Doris, the Waitress)
演 - ロビン・デューク、声 - 火野カチコ
女性。角にある食堂「ティップトップ・カフェ」のウェイトレスで、店主の義妹。現金輸送車の見張りをしていた銀行警備員のフィリックスに両替を頼んだ後、不注意で小銭を落とし、大金を置き引きする機会をフィルに与える。その他にも食堂をはじめ何度か登場し、映画終盤のパーティにも姿を見せる。
老人 (Old man)
演 - ル・ボドウェル
男性。毎朝フィルが宿を出たところで遭遇し、金を無心しようとする老人。フィルは日によって大金を施したり、食事を振舞ったりするが、毎晩になると老衰により回避不可能な死を迎える。
ピアノ教師 (Piano teacher)
演 - ペギー・ローダー
女性。フィルから大金を積まれてピアノの指導を乞われ、生徒を帰宅させて応じる。映画終盤のパーティにも姿を見せる。なお、劇中でフィルが彼女から習ったピアノ曲は、セルゲイ・ラフマニノフの「パガニーニの主題による狂詩曲」である。
神経科医 (Neurologist)
演 - ハロルド・ライミス
男性。奇妙な症状を訴えるフィルに対し、特に異常はないと診断し、精神病院を勧める。本作の監督であるハロルド・ライミスが演じている。
デビー (Debbie)
演 - ヒンデン・ウォルチ
女性。フレッドの婚約者。密かに結婚を迷っているが、映画の結末ではフィルに背中を押される。プロレス観戦が趣味。食堂や映画終盤のパーティに登場する。
フレッド (Fred)
演 - マイケル・シャノン 、声 - 梅津秀行
男性。デビーの婚約者。プロレス観戦が趣味。食堂や映画終盤のパーティに登場する。
ウッドチャックのフィル (The groundhog)
演 - スクーター
グラウンドホッグデーの占いのため、パンクスタウニーで飼われている動物。マーモットの一種であるこの動物は、原語版ではグラウンドホッグ、日本語訳版ではウッドチャックまたはモグラと訳されている。主人公のフィルと同じ名前がつけられているが、これは実際のパンクスタウニーにおいてグラウンドホッグデーのために飼われている実在のウッドチャック（グラウンドホッグ）の名前である。

## スタッフ
- 製作総指揮 - C.O.エリクソン
- 製作・監督・脚本 - ハロルド・ライミス
- 製作 - トレーバー・アルバート
- 脚本 - ダニー・ルービン
- 撮影監督 - ジョン・ベイリー
- 音楽 - ジョージ・フェントン

## 製作

### コンセプトと原案
『恋はデジャ・ブ』の元々のアイデアは1990年に脚本家ダニー・ルービンにが発想したものである。ルービンは脚本家として働くためにロサンゼルスに移っていた。映画が始まるのを待っている間、彼はアン・ライスの小説『ヴァンパイア・レスタト』（1985年）を読んでいた。ルービンはヴァンパイアの不死性について思いを巡らせ、もし時間が無限にあったら人は何をするだろうかと考えた。彼はヴァンパイアは普通の人間のように見えるが、普通のルールや道徳的な境界に縛られない存在だと結論づけた。不死がいつ退屈または無意味になるのか、また人はどう変わるのか、特に大きな変化ができないとしたらどうなるのかを問うた。彼は特に「発達が止まった」まま思春期を抜け出せない男たちに着目した。ルービンはちょうど最初の脚本を売ったばかりで、後にスリラー映画『あなたが聞こえない』（1993年）になるものだった。エージェントからは、プロデューサーと会うための「名刺代わりの」脚本を書くよう促された。ルービンは永遠の人生の中で変わる男の話を書こうとしたが、歴史や未来の出来事を描くのにコストがかかり過ぎて現実的ではないと気づいた。その時、彼は2年前に書いた短い物語のアイデアを思い出した。それは毎朝同じ日を繰り返す男の話だった。この2つのアイデアを組み合わせて『恋はデジャ・ブ』の草案を作った。歴史を一直線に描くのではなく、永遠を繰り返すサイクルとして表現したことで、変わる舞台を描くコストをなくした。また繰り返しという構造が、ドラマやコメディの可能性を広げると考えた。
ルービンはカレンダーを開いて次に近い祝日である2月2日「グラウンドホッグデイ」を題材に選んだ。それほど世間に知られていないが認知された祝日で、物語の素材に適していると考えた。世間はグラウンドホッグが春の到来を予測することを漠然と知っているが、多くはペンシルベニア州のパンクスタウニーという小さな町で行われる本祭のことは知らないと彼は考えた（これは地元電話会社の仕事で知った）。物語の舞台をパンクスタウニーにすることで、フィル・コナーズを狭い範囲に閉じ込め、イベントの取材を理由に彼が訪れる設定にした。主人公の名前もこの町のグラウンドホッグ「パンクスタウニー・フィル」から取った。ルービンはこの映画が『素晴らしき哉、人生！』（1946）や『スヌーピーのメリークリスマス』（1965）のような、定番のホリデー映画になることを願っていた。
ルービンは8週間かけて物語を練った。7週間はルールとキャラクターを定義するノート作りに費やし、1週間で脚本を書いた。時間ループの原因をどうするかで悩み、技術的、魔法的、天体的な起源を考えたが、原因は重要ではなく物語の要素を損なうとして説明しないことにした。彼は説明がないことで観客が「なぜ自分がここに閉じ込められたか分からない」状況と共感できると考えた。物語は中盤から始まる形にし、フィルが既にループに囚われている状態からスタートさせた。最初のシーンは、フィルが「I Got You Babe」の曲で目覚め、ラジオのパーソナリティの会話やホテルの客の行動が予告され、歩行者に攻撃するシーンがあった。これは観客に「なぜ彼がこんなことをするのか」を考えさせる意図があった。「I Got You Babe」は繰り返しの多い歌詞で、愛の歌でありテーマ的に響くと考えられた。ルービンはオリジナルの脚本をの、特にフィルの自殺が軽妙に描かれる点を1949年の英国ブラックコメディ映画『カインド・ハート』になぞらえた。
当初ルービンは映画を幅広い意味でのコメディとは考えず、どちらかといえば気まぐれなものとしていた。コメディ要素は思いつきやすく、初期に書いたシーンの一つに、フィルが増え続ける知識を使って女性を誘惑する場面がある。ループの中でフィルはパンクスタウニーの外にどれだけ遠くに行けるか試すが、必ず町に戻される。それでも脚本はフィルの孤独により焦点を当てていた。フィルは他の孤独な人々の存在に気づき、善行を通じて彼らを幸せにできることを理解したことでループを抜ける。完成版よりも初期の脚本では、フィルが崖から車で落ちるシーンが早い段階にあり、時間経過も明確に示されていた。例えば1日1ページずつ本を読み、やがて本がなくなり絶望する描写がある。オリジナルの結末には捻りがあり、フィルがループを抜けた後にリタに愛を告白するが、視点がリタに移り、リタはまだ愛の準備ができていないため拒絶し、彼女自身もループに囚われるというものだった。

### 開発
ルービンのエージェントは脚本を使ってプロデューサーとのミーティングをセットした。脚本は売れなかったが、他の仕事をもたらした。1991年、エージェントが業界を去った後、ルービンは新しい代理人を得るために『グラウンドホッグデイ』の脚本を配布し、それがクリエイティブ・アーツ・エージェンシーのリチャード・ロヴェットの目に止まった。ロヴェットはルービンを代理できなかったが、クライアントであるハロルド・ライミスに脚本を渡した。
1990年代初頭、ライミスはこれまでの反権威や反機関的なコメディ（例：『ボールズ・ボールズ』『ホリデーロード4000キロ』）から距離を置き始めていた。ライミスは演技や脚本で成功していたが、監督作『クラブ・パラダイス』（1986年）は批評も興行も失敗だった。彼は異色の作品を監督したく、特に贖罪や人生の目的を発見するコメディに興味を持っていた。ルービンはライミスの作品を知っていた。ライミスは脚本を読んで笑わなかった。スピリチュアルな要素やロマンスには興味を持ったが、もっとユーモアが必要だと感じていた。2人は脚本の核となるアイデアについて話し合い、それが仏教や輪廻の概念と似ていることを確認した。スーパーマンが無数の命を救えるのに冒険に時間を浪費することの倫理についても議論した。
ルービンの脚本は2つのオファーを受けた。コロンビア映画がより高予算を提示したが創作の自由度は下がるというものと、低予算（300万ドル）だがルービンのコンセプトを守れる独立系スタジオのものだった。ルービンはライミスとコロンビアのうち、ライミスのオファーを選択した。

### 脚本
ルービンはスタジオによる脚本の変更に対して防御的な態度を取ったことを認めている。ルービンは、スタジオが自身の革新的なプロットポイントを削除し、ありふれたコメディ映画に変えてしまうことを懸念していた。脚本の書き直しにおいてライミスはルービンのオリジナリティと、スタジオが求める幅広い層向けのコメディという要求のバランスを取る役割を負った。彼らは死の五段階説（否認、怒り、取引、抑うつ、受容）を大まかな構成の枠組みとして利用した。ラビンは自身を主人公フィルの立場に置き、同じような閉塞状態に置かれた場合に感じたり行動したりすることを想像しながら脚本の改訂を行った。彼らは数週間にわたって脚本を修正した。ラビンは、オリジナルの結末であるリタが自身のループに囚われるシーンは削除すべきだと提案した。観客はカタルシスが得られないため、この結末を嫌うだろうと考えたからである。一方で、フィルの自殺未遂といった物語の暗い要素は残すことが重要であると感じていた。これは感傷的な場面とのバランスを取るためであった。
ルービンは1991年2月2日に新しい草稿を提出した。彼は契約上さらに一稿書くことが許されていたが、スタジオはライミスに改訂を任せ、ルービンの関与はそこで終了した。ライミスはルービンの新しい草稿を受け取り、単独での改訂を開始した。ライミスは感傷的で誠実な表現が、これまでコメディアンとして培ってきた手法と完全に相反すると感じ、甘すぎる場面には意図的にシニカルで不機嫌なトーンを混ぜた。ライミスは脚本をメインストリームの三幕構成に再編成したフィルのうぬぼれた態度を強調し、それを他者と距離を置く手段として描くことで、古典的なコメディの主人公として罰を受けるにふさわしい明確なストーリー展開にした。ライミスはループの途中から始まる構成というルービンのコンセプトを気に入ったが、製作補のホイットニー・ホワイトは、フィルの置かれた状況に対する最初のリアクションを観客に見せる方が面白いと考え、ループ開始前から始めることを提案した。
ライミスはリタの恋人マックスを削除し、フィルのエグゼクティブ・プロデューサー役のギル・ホーリーを導入したが、後にこちらも削除した。 この草稿ではフィルの女性関係に焦点を当てたシーンが増えた。また、フィルがリタに「愛の奴隷になれ」と頼むような意地悪い内容は削除された。最終版では逆に、リタが独身者オークションでフィルを「買う」シーンがあり、彼女が彼の所有者であると主張する設定となっている。ループの規則に観客が過度に注目することを避けるため、フィルがプンクサトーニーの町を離れる旅は削除された。物語を町の中に限定することで、より閉塞感を持たせたかったためである。また、フィルの説明的なナレーションも削除された。フィルが後に善行を重ねるシーンや、事故を未然に防ぐための巧妙な方法を使う描写も削られた。たとえば、レストランの客が後に魚で窒息しかけるトラックの進路を、フィルが大きな石で塞ぐシーンなどである。ルービンの脚本が説教臭く自己否定的であったのに対し、ライミスはより楽観的に変えた。ルービンのオリジナル脚本とライミスの改訂稿における、フィルとリタがダイナーで話す場面の二つのバージョンは、フィルのうぬぼれと映画のロマンチックな核心に重きを置く変化を象徴している。
| ルービンのオリジナル脚本フィル（ナレーション）「リタと僕が一緒になることは、世界で最も当然のことだった…」 フィル「同じ日を何度も繰り返している気がしたことはある？」 リタ「デジャヴみたいな？」 フィル「もっと正確に言うと、デジャ、デジャ、デジャ、デジャ…」 リタ「つまり、ここに来たことがあると思うのね？」 フィルはうなずく。 リタ「で、この夜はどうなるの？」 フィル「わかっていることを話そう。こんなに長い一日でさえ、終わりのない繰り返しの一生でさえ、可能性はまだ残っているんだよ」 | ライミスの改訂稿フィル「何を探しているんだ？理想の相手はどんな人？」 リタ「まず第一に、自分が完璧だと気づかないくらい謙虚な人」 フィル「僕だ」 リタ「賢くて、支えてくれて、面白い人」 フィル「賢くて、支えてくれて、面白い。全部僕に当てはまる」 リタ（考えながら）「ロマンチックで勇敢な人」 フィル「それも僕だ」 リタ「体型はいいけど、鏡を何分おきにも見たりしない人」 フィル「僕は素晴らしい体型だし、一度も鏡を見ないよ」 リタ「優しくて、繊細で、思いやりがあって、泣くことも怖がらない人」 フィル「僕のことだよね？」 |

このライミスのバージョンがマーレイをプロジェクトに引き付けたが、マーレイとライミスはトーンをめぐってすぐに対立した。マーレイは哲学的な要素に焦点を当てたかったが、ライミスはコメディであるべきだと反論した。 スタジオはライミスの草稿の方を好み、観客により受け入れられると判断した。コロンビア映画はルービンを再び起用し、脚本を評価してコメントを出すよう依頼した。ルービンは正直で皮肉な指摘がびっしり書かれた脚本を返送した。これを受けて、マーレイはルービンを完全に再起用し脚本作業に加わるよう推薦した。
スタジオはフィルがなぜループに囚われるのかという理由を明確にしなければ、製作の許可を出さなかった。プロデューサーのトレバー・アルバートは、コロンビアの幹部が「なぜ1日が繰り返されるのか？好きだけど、なぜ彼がこのループに囚われているのか分からない」と言ったと語っている。ルービンは失恋した恋人による呪い、狂気の科学者の発明の誤作動など、いくつかのループの原因を考えていた。 アルバートとライミスはルービンと協力してスタジオを納得させようとしたが、その場面は撮影スケジュールの後半すぎて撮れないことになり、もし撮らざるを得なくなっても作品には入れないことになった。
ライミスとマーレイの対立が続くなか、ライミスはマーレイの朝早い電話攻勢を止めるため、ルービンをマーレイのもとへ送って脚本作業をさせた。ライミスが進捗確認の電話をすると、マーレイはルービンに自分がいないふりをするよう言った。 2人は1992年のプンクサトーニーのグラウンドホッグデイ祭に密かに訪れ、催しの実態を把握しようとしたが、その理由は明かさなかった。 その後、ニューヨークで数週間にわたり脚本の改訂を共に行った。ルービンはマーレイのリラックスした書き方を「もどかしい」と感じていた。撮影開始の1ヶ月前も二人はまだ脚本作業を続け、ルービンのオリジナルに近づけていった。
その後、ルービンとライミスは追加の改訂を共同で行った。互いに分担して書き、相手のパートを編集し合い、ライミスが数日かけて脚本に仕上げた。ルービンは1990年代の時代を特定する要素を入れず、時代を超越した物語にすることを勧めた。ルービンは最終的な映画は自分の脚本にかなり似ていると語っている。ただし、フィルと14歳の少年が会話するシーンが失われたことを残念に思っている。その子どもは物語開始時のフィルの振る舞いを模しており、脚本のその時点までのフィルの成長と対比される重要な場面だった。 撮影されなかったシーンには、教会で祈るフィル、ギャンブルをする場面、マーレイが個人的に却下したフィルが裸になって老人をプールから追い出すシーンなどがあった。 脚本は完成していたが、撮影中も改変が続いた。

### キャスティング
主人公フィル・コナーズ役には、シェビー・チェイス、トム・ハンクス、マイケル・キートンも候補に挙がっていた。ライミス監督の第一候補はハンクスだったが、彼は自分が「善人役で型にはまっている」と感じ、観客が必ず彼の救済を期待してしまうため断った。一方で、ビル・マーレイは「スクリーン内外でとても憎たらしい奴」だったので、結末が予想しにくくなると考えられた。キートンは、「皮肉で冷笑的、口のうまい」キャラクターは自分の得意なタイプだったが、作品の内容がよく理解できなかったため辞退し、そのことを後になって後悔したと語っている。フィルのキャラクターは当初若い男性として書かれていたが、適したコメディアンが皆年齢層高めだったため、変更された。
マーレイとライミスは1974年からの長い友情と協力関係を持ち、多くのプロジェクトや5本の映画で成功を収めてきた。代表作には『ミートボール』（1979年）、『キャディラックス』、『ゴーストバスターズ』（1984年）などがある。ルービンはフィルを特に意地悪な人物としては書いておらず、異常な状況に置かれた普通の人間として描いた。マーレイが演じることで、フィルはよりシニカルで皮肉屋、感情を切り離した人物として表現されたが、あまりに悪意が強くなり過ぎて観客が共感できなくなることは避けられた。 ルービンはケヴィン・クラインを希望し、マーレイには必要な演技力がないと考えていた。 しかしライミスは「大丈夫。ビル・マーレイはそんな嫌な奴を演じつつも、観客に好かれることができる」とルービンを安心させた。マクダウェルも「彼は嫌な奴だけど笑わせてくれる」と同意している。
アルバートはリタ役のためにコメディアンをオーディションしたが、マーレイに負けないコメディ要素を持つ人物は相性が悪いと判断した。リタはフィルと機知に富んだ言葉の掛け合いをするタイプではなく、温かみと知性を持つ人間味のある役どころだと考えられていた。マクダウェルはリタのキャラクターにふさわしい自然な優雅さを持っていると評価され、キャスティングされた。彼女はマーレイの即興演技に合わせて役を調整しようと努めた。自身の演じるリタのユーモアは、奇抜さではなく誠実さに由来すると考えていた。
トボロウスキーはオーディションで「圧倒的に不快な」演技を披露し採用された。花婿役のフレッドを演じたマイケル・シャノンは、この映画がスクリーンデビューとなった。ダイナーのシーンでは背景に長く映っていたが、たとえカメラが向いていなくても全員が所定の位置にいるようにしたかったためである。
実際のグラウンドホッグ（野生のマーモット）であるスクーターが「パンクスタウニー・フィル」役に起用された。パンクスタウニーの関係者は、自分たちの町で撮影が行われなかったことに不満を持ち、実際のパンクスタウニー・フィルの出演を許可しなかった。映画で使われたグラウンドホッグは特別に繁殖されたものではなく、撮影の数週間前にイリノイ州近郊の野生から捕獲されたものである。

### プリプロダクション

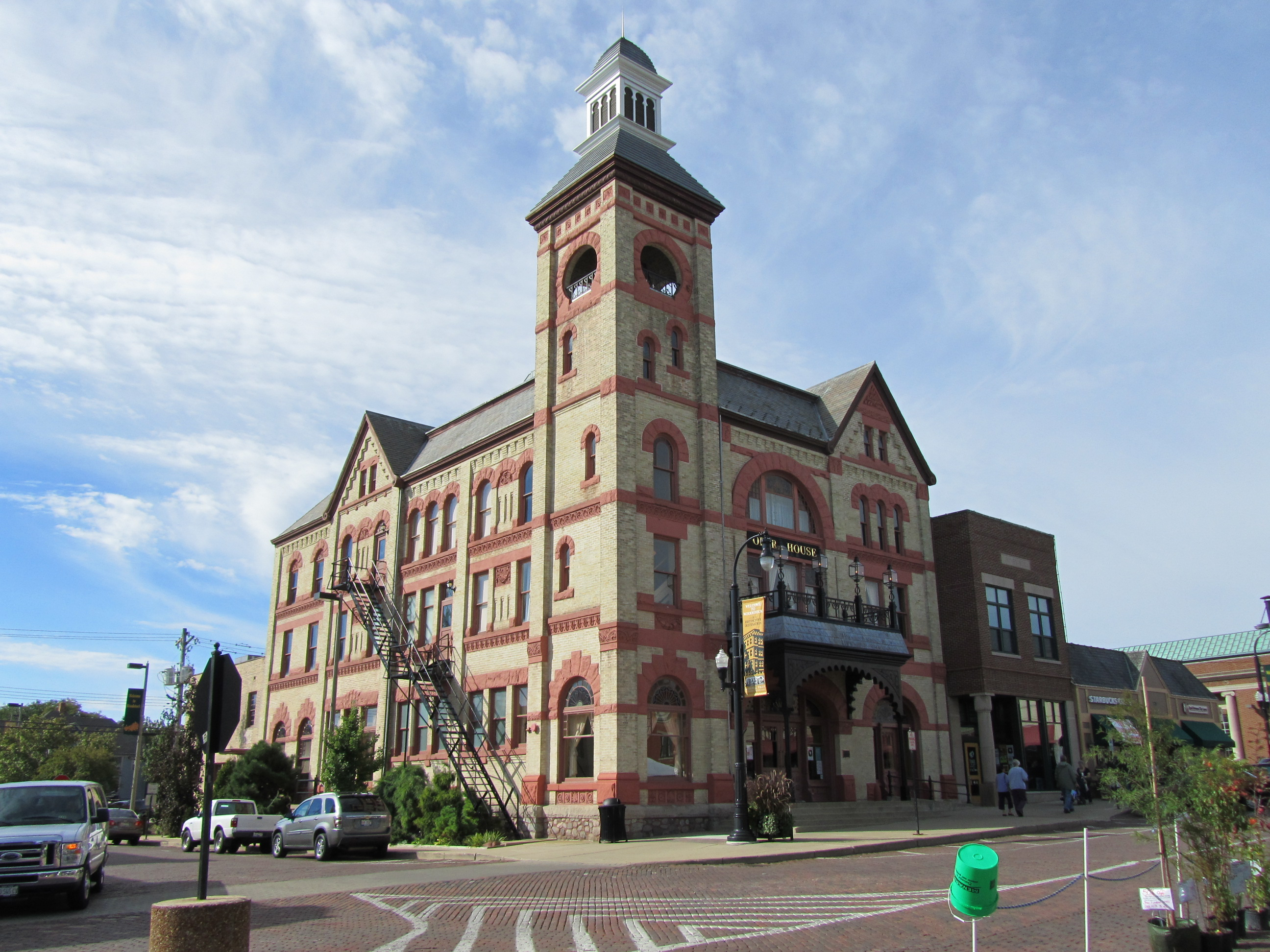
リタとラリーが滞在したホテル(Woodstock Opera House)

製作陣はロケ地として「典型的なアメリカの町」を求めており、特定の時代に限定されないような場所を探していた。ペンシルベニア州映画委員会はパンクスタウニーのロケーション映像を提供したが、脚本に合った撮影場所が少なく、撮影には適していないことが明らかになった。また、パンクスタウニーは必要な施設からも離れており問題があった。この田舎町は最寄りの大都市ピッツバーグから約80マイル（130キロ）も離れていて、キャストとスタッフ全員を収容できる宿泊施設も不足していた。

シカゴ出身のライミスにとって、イリノイ州での撮影は親しみがあり、この地域なら要件を満たせると考えていた。条件には、大都市に近く高速道路へのアクセスが良いこと、冬の景観が得られること、そしてできる限り迅速に撮影を終えられることが含まれていた。ライミスはまた、パンクスタウニーのようなメインストリートを求めていた。ロケーション・スカウトのボブ・ハジンズはウィスコンシン州ミネラルポイントが条件に合うと考えた。視察の途中で立ち寄ったウィスコンシン州バラブーには町の中心広場があり、映画製作チームはメインストリートよりも広場の方が撮影に適していると感じた。ライミスはこれと似た町で、シカゴにもっと近い場所を求めた。

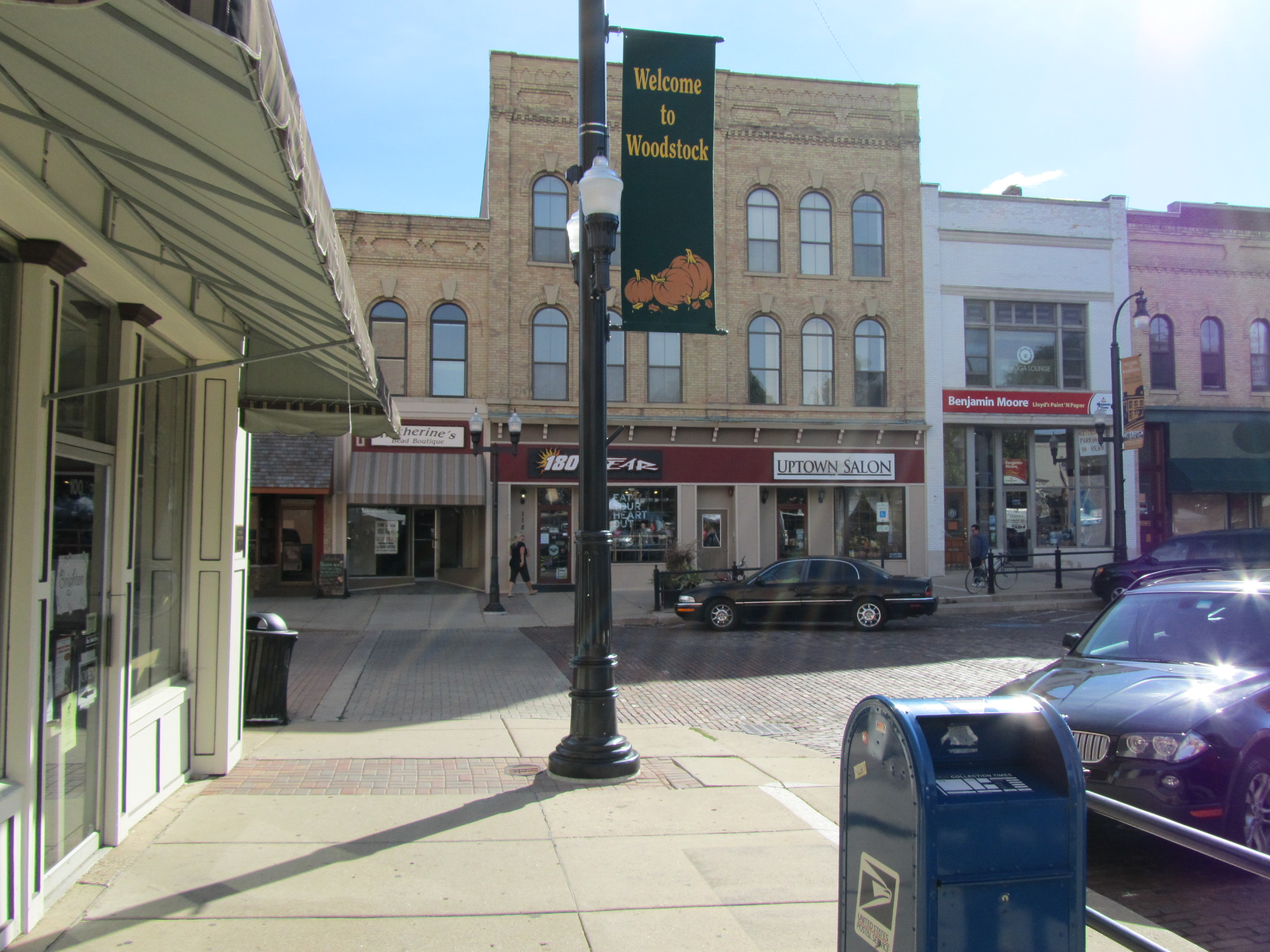
ネッドが現れる場所(Ned's Corner)

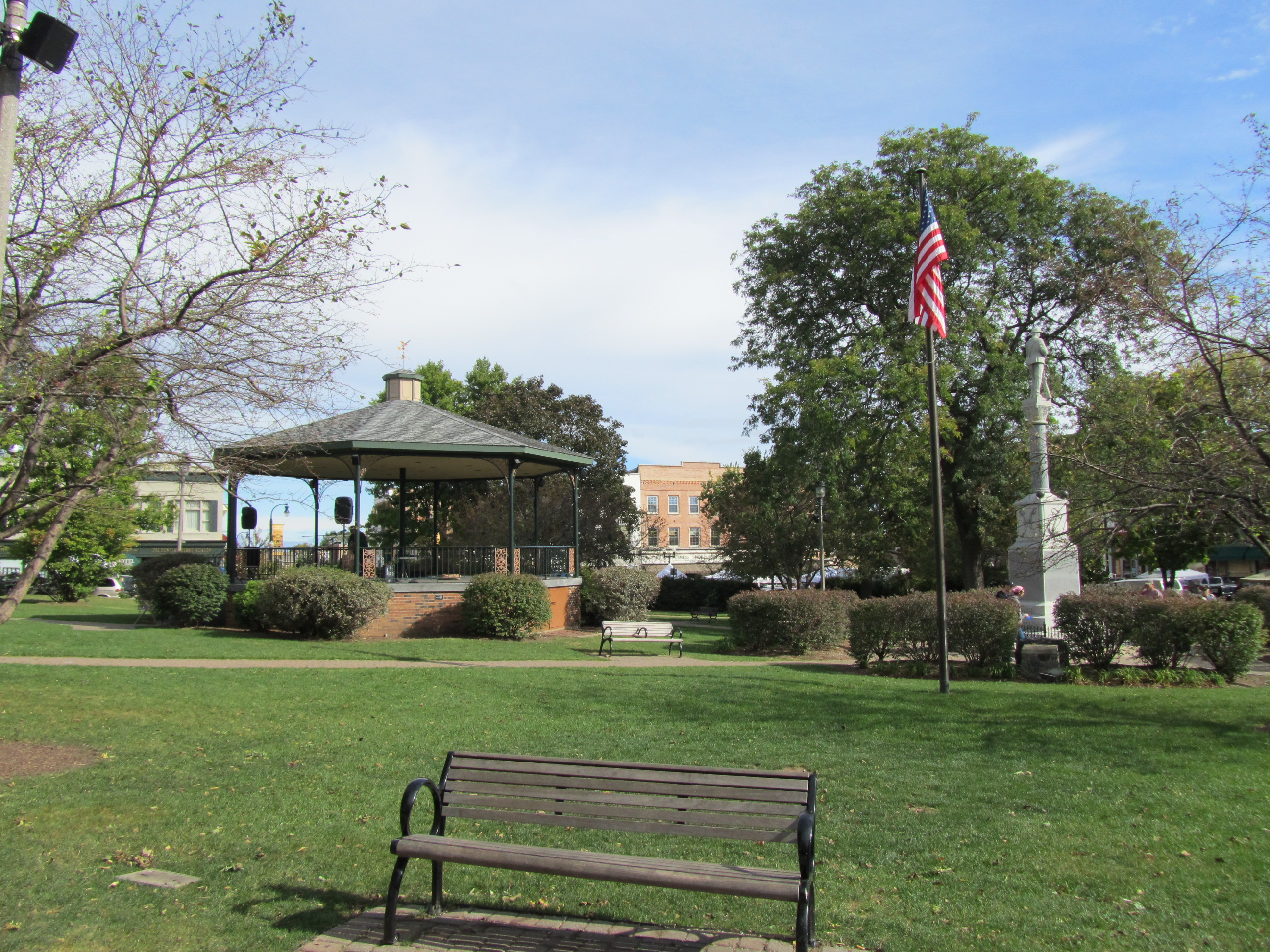
祭が行われた公園(Woodstock square)

イリノイ州ウッドストックに到着するまでに、60以上の町を視察していた。ハジンズは1987年のコメディ映画『大混乱』の撮影でこの人口2万5千人ほどの小さな町を知っていた。やや人里離れているものの、時代を超えた雰囲気を持っており、製作陣が求める条件に合っていた。ハジンズがライミスとアルバートにウッドストック・オペラハウスの鐘楼から町を見渡させたところ、撮影地はウッドストックに決定した。この町には、フィルが足を踏み入れるための大きな穴（ポットホール）も存在していた。
当初、ロケハン班はイリノイ州マクヘンリー郊外の森林保護地区で「ゴブラーズ・ノブ」のシーンを撮影するつもりだったが、最終的には町の広場にセットを再現することになった。詳細なメモや映像をもとに実物大で再現され、町への影響は非常に大きなものになった。何千人ものエキストラが、複数のテイクにわたり参加した。一部の地元商店は、撮影の影響が町の広場や店にどのように及ぶか分からないと懸念し、撮影に反対する立場をとった。ハジンズは、連携して反対していた23の店舗を象徴する「23」のバッジが、彼の説得によって「14」に書き換えられたことを誇りにしていた。市議会も撮影の可否で意見が割れていた。撮影終了後、3人の店主が撮影期間中の損失補填を求めてコロンビア映画を訴えた。うち1件は和解に至ったが、残り2件の結果は不明である。

### 撮影
1992年3月16日に本撮影が始まり、6月10日に終了した。撮影日数は86日間、予算は1,460万ドルから3,000万ドルの間とされている。撮影の大部分はウッドストックで行われ、一部はイリノイ州キャリーとハリウッドのスタジオでも行われた。
天候は日によって大きく変わり、撮影の多くは氷点下の極寒の中で行われた。マレーは、気温が華氏20度（摂氏約−7度）であることが多かったと述べている。この寒さは5月末まで続いた。1日最大12時間も屋外で過ごすことが肌にダメージを与え、彼を苛立たせたという。夏に入ると、冬の設定を保つために人工雪が使われ、俳優たちは暑さの中でも冬服を着続けた。ライミスはフィルとネッドの遭遇シーンの天気をどうするか決めかね、9つのシーンを異なる天候で複数回撮影した。最終的にはループの終わりを示すため、曇天の設定が選ばれた。天候は、車のクラッシュシーンの撮影にも影響し、このシーンの撮影は2週間に及んだ。
また、ライミスとマレーの間の緊張も撮影を困難にした。ライミスはロマンティック・コメディを作ろうとしていたが、マレーはもっと内省的な作品を望んでいた。さらにマレーは当時、マーガレット・ケリーとの離婚の渦中にあり、撮影中ずっと不機嫌で、奇行を見せたり、癇癪を起こしたり、ライミスの判断にしばしば反論したという。ライミスは、マレーがいつも現場に遅刻し、行動が「非合理的で、他人に対して非協力的だった」と語っている。脚本や他の俳優の演技をめぐっても意見が対立した。マイケル・シャノンは、マレーとのやりとりで彼を怒らせてしまったと感じた。これを聞いたライミスは、マレーにシャノンへ公の場で謝罪させた。トボロウスキーは、最初のテイクの前にマレーがパン屋で全てのペストリーを買い占め、集まっていた見物客にばら撒き、自分にもそれを運ばせたと語っている。
ウッドストック・オペラハウスは、リタのホテルの外観やフィルの自殺シーンに使用された。脚本は撮影中も変更され続け、トボロウスキーが現場に到着したときには新しい脚本が渡され、3分の1ほどが最初のものと異なっていた。例えば、フィルが最初のループを終える場面では、鉛筆を折って翌日に戻っているかを確認するという簡素な演出になったが、元々は部屋の壁にスプレーを吹きつけ、物を破壊し、自分にモヒカンの髪型を施すという大がかりなシーンだった。この場面は3日間を費やして撮影されたが、ライミスはより静かでシンプルな演出に変更した。改稿ではフィルの冒険的な場面が増え、自殺シーンは後半にまとめられていたが、最終的にはフィルが人生を受け入れる姿を描いた長い第3幕を優先し、それらの場面は前倒しになった。
マレーは撮影中に身体的苦痛も味わった。水たまりに足を踏み入れるシーンでは、足をラップ、ネオプレン素材、靴下2枚で包み、撮影後は凍傷を避けるため衣装スタッフがドライヤーで足を乾かした。別のシーンでは、マクダウェルに本気で平手打ちしてもらうよう依頼し、子供たちとの雪合戦ではライミスが「思い切り投げろ」と指示した。フィルがグラウンドホッグと一緒に車を運転するシーンでは、リスがマレーの手袋越しに指を噛み、皮膚が裂けた。後のテイクでも、同じ場所を再び噛まれた。
撮影終盤、ラストシーン（時間のループから抜け出して朝目覚めるシーン）の服装をどうするかで監督のハロルド・ライミスと主演のビル・マーレイの意見が対立した。ビルはハロルドに「このシーンの撮影は服装が決まるまで断る。昨夜と同じ服なのかパジャマなのか何も着ないのか?」と強く迫った。このシーンの服装は、昨夜フィルとリタの間に何があったかを暗示するからであるが、ハロルドは特にアイデアを持っておらず、ビルの質問に答えることができなかった。そこでハロルドは出演者とスタッフに「同じ服」か「パジャマ」かの多数決を取ったが、意見が五分五分に分かれてしまった。すると初めて映画製作に関わったADの少女が「フィルは絶対に昨夜と同じ服を着るべきです。もし違う服ならばこの映画を台無しにしてしまいます」と言ったので、ハロルドが彼女の意見を採用してラストシーンは「同じ服」に決定した。リタの「昨日は何もしなかったのに」というセリフが示すように『関係』がなかったことを明示させた。

## 評価

### 公開当時の評価
『恋はデジャ・ブ』は、批評家から絶賛された。CinemaScoreの調査によると、観客の平均評価はA+からFのスケールで「B+」だった。
この作品は、これまでのマーレイとレイミスの作品とは大きく異なる作風として受け取られた。ケネス・トゥーランは本作を「穏やかで親しみやすく、スケールの小さな作品」と評価した。ハル・ヒンソンは、『トッツィー』（1982年）以来の最高のアメリカン・コメディだとし、レイミスの巧みなコメディタイミングを讃えながら、気取らず巧妙なプロットを持った作品だと述べた。批評家の中には、本作を『素晴らしき哉、人生！』と、1959年のSFホラー系テレビシリーズ『トワイライト・ゾーン』を組み合わせたような作品と比較する者もいた。ロジャー・イーバートは、ビル・マーレイ主演のクリスマス・コメディ『3人のゴースト』を引き合いに出し、あちらが「陰鬱な不満」を描いていたのに対し、『恋はデジャ・ブ』は楽観主義を提供していると述べた。
本作には明白な道徳的メッセージがあると批評家たちは一致していたが、その提示の仕方には意見が分かれた。デッソン・トムソンは、物語の出だしは興味深いが、やがてハリウッド的な道徳物語へと堕してしまうと感じた。一方でトゥーランは、物語はハリウッドらしく始まるが、真摯な語り口によって観客の心を掴み、型にはまることなく「ロマンティックな無垢さ」が貫かれていると評価した。ヒンソンは、物語の道徳的中心が視聴者の知性を侮辱する形で示されることはなく、皮肉を捨て去る必要もないと述べた。フィルはより良い人物へと成長するが、完全に嫌味な性格を捨てることはないとも述べている。ジャネット・マスリンは、本作がセンチメンタルさと虚無感を絶妙にバランスさせていると評した。『ハリウッド・リポーター』は、フィルが変化していく中で、小さな町の道徳観が肯定的に描かれている点を評価した。『ニュー・ステイツマン』は、本作がシニシズムと楽観主義の両方に訴えかけると指摘している。
一部の批評家は、映画のトーンに一貫性がなく、テンポも悪いと感じた。特にいくつかのシーンは長過ぎるとされた。オーウェン・グリーバーマンは、本作をタイムトラベル映画『バック・トゥ・ザ・フューチャー』（1985年）と比較し、後者の方が構成が巧妙だと述べた。彼は、本作のいくつかの場面が独立したコントのように感じられ、全体の物語に組み込まれていないと指摘した。トムソンは、同じ場面の繰り返しが進行感を損ない、映画の足を引っ張っていると感じた。これに対しヒンソンは、繰り返される場面に微妙な変化が加えられており、「驚くほど想像力豊かで複雑な脚本」の一部として十分に興味を引くものだったと主張した。ユーモアに関しては、多くの批評家が「くすりと笑える程度で爆笑には至らない」としながらも、ヒンソンは「非常に面白い」と高く評価した。『ハリウッド・リポーター』は、ラブストーリーを軸に据えた幅広いコメディと風刺が楽しめると述べた。さらに批評家たちは、コメディの背後にある深みのあるストーリーにも注目した。イーバートは、本作を「表面はコメディだが、内には思慮深さがある」と表現。マスリンは、最初は軽い作品だと思ったが、後半になるにつれて「奇妙なほど胸に迫るものがあった」と述べている。
ビル・マーレイの演技は一貫して高く評価された。彼の演技が、フィルの変化を信じさせるうえで決定的だったと批評家たちは一致していた。ジーン・シスケルは、「他の俳優では甘ったるくなってしまっただろう」と述べた。トゥーランは、マーレイの持つ自然なぶっきらぼうさや毒舌が、過剰な感傷性を防いでいると評価し、マーレイがこれまでに比べて親しみやすい演技をしている点にも注目した。ヒンソンは、「マーレイはかつてないほど面白い」と断言し、マーレイが本作の楽観主義を「偽りなく誠実に感じさせる鍵」だと評し、フィルが改心した後もシニカルな一面を残している点を特に評価している。グリーバーマンは、マーレイの無関心さが観客の興味を引き続けるとしながらも、彼にとって「救われた人間」を演じるのはやや不向きだと述べた。イーバートは、マーレイは皮肉屋の悪役を演じているときの方がはるかに面白いと感じた。
マクダウェルの演技も絶賛された。シスケルは「彼女が画面に映ると輝いて見える」と述べ、マスリンは「完全な喜び」と評し、マクダウェルの演技が安心感とユーモアをもたらしていると述べた。ヒンソンは、マーレイとの画面上の相性を「この世のものとは思えないほど」と評し、彼女がコメディに最適な女優だと述べている。スティーブン・トボロウスキーも「しつこい迷惑キャラ」として笑いを誘う演技が高く評価された。

### 後年の評価
『恋はデジャ・ブ』は、これまでに作られた中で最も愛されているコメディ映画のひとつであり、時代を超えた古典であり、ポップカルチャーの象徴とみなされている。2020年、『Paste』誌は本作について、「ごく限られた映画だけに与えられる神話的で永続的なポップカルチャーの地位」を持つと評している。この映画の成功によって、ライミスは有望なコメディ映画監督として認知され、より多くの創作の機会を得ることとなった。1990年代後半にかけて、彼は『クローンズ』（1996年、マクダウェルも出演）、『アナライズ・ミー』（1999年）、『悪いことしましョ！』（2000年）などを監督している。
また『恋はデジャ・ブ』は、マーレイが単なるコメディアンにとどまらず、幅広い演技力を持ち、信頼できるロマンティック・リードであることを示す転機となった作品でもある。マーレイの演技は、のちの『天才マックスの世界』（1998年）、アカデミー賞にノミネートされた『ロスト・イン・トランスレーション』（2003年）、『ムーンライズ・キングダム』（2012年）といったシリアスな役への転換点と見なされている。
脚本家のルービンは、2007年にフィル・コナーズとの架空の対話を綴ったブログを開設している。そこでは、フィルがニューメキシコ州タオス近郊の山中に隠遁しているという設定が描かれていた。ルービンはハーバード大学で数年間にわたり脚本執筆を教えていた。
映画公開からしばらくして、マーレイは本作への評価を改め、「おそらく、私がやった中で最高の作品だ。そして、おそらくハロルドが作った中でも最高の作品だろう」と語っている。
2018年、トボロウスキーは次のように述べた。「ビル・マーレイの『恋はデジャ・ブ』での演技は、史上最高のコメディ演技のひとつとして残ると思います。彼はひとつの映画の中で、同時に主人公であり、敵役でもある存在になりうるんです。ひどい面もあれば、素晴らしい面もある……。映画が作られ続ける限り、この演技は生き残るでしょう。」

#### 再評価
『恋はデジャ・ブ』は、「史上最高の映画の1つ」として広く評価されている。 Rotten Tomatoesでは、140人の批評家のレビューを集計した結果、94%の支持率を獲得し、平均評価は10点中7.9点となっている。総評では、「賢く、甘く、独創的な『恋はデジャ・ブ』は、マーレイの演技力を際立たせつつ、たっぷりと笑いを提供してくれる」と記されている。Metacriticでは、15人の批評家によるレビューに基づいて、100点中72点を獲得しており、「概ね好評」を示している。
2004年、『ニューヨーカー』誌は本作をライミスの代表作と称した。2005年、ロジャー・イーバートは『Great Movies（偉大な映画）』シリーズの一環として、当初3つ星だったこの作品の評価を4つ星満点に引き上げた。改訂されたレビューの中で、イーバートは自分がこの作品を過小評価していたと認め、マーレイの演技が映画成功の鍵であると述べている。同年、ジョナ・ゴールドバーグはこの映画を「過去40年間で最高の映画の一つ」とし、『素晴らしき哉、人生！』と並ぶ、アメリカで最も感動的で時を超えた作品と評している。 2009年には、文学理論家スタンリー・フィッシュがアメリカ映画ベスト10に本作を挙げ、「コメディと哲学（人はどう生きるべきか？）が並存しているのではなく、互いに融合していて、驚くほど満足感のある作品になっている」と語っている。2013年の映画ガイド『死ぬまでに観たい映画1001本』にも掲載されており、「…ビル・マーレイは、キャリアで最も温かく、最高の演技のひとつをこの天才的コメディの中で披露している――1990年代最高の映画と評してもよいだろう…」と記されている。『ガーディアン』紙は、本作の永続的な魅力を、ディケンズの『クリスマス・キャロル』（1843年）におけるエベネーザ・スクルージのような古典的な救済アークの使用、そしてタイムループの原因を説明しない点にあると分析しており、これが主流映画とは異なる特徴だと指摘している。
2000年、アメリカ映画協会（AFI）は、『恋はデジャ・ブ』を「100年間で最も笑える映画ベスト100（100 Years...100 Laughs）」の第34位に選出した。 2005年には、全米脚本家組合（WGA）が「過去75年間で最も優れた脚本101本」の第27位にランクインさせている。2008年、AFIが映画業界の1,500人を対象に行った投票では、「史上最高のファンタジー映画」の第8位に選ばれた。同年、『エンパイア』誌は「史上最高の映画500本」の中で第259位にランクインさせている。2014年、『ハリウッド・リポーター』がエンターテインメント業界関係者2,120人を対象に行った投票では、第63位にランクイン。2015年には、WGAの「最も面白い脚本101本」の第3位に選ばれた（1位は『お熱いのがお好き』（1958年）、2位は『アニー・ホール』（1977年））。同年、BBC Cultureが国際的な映画批評家によって選出した「アメリカ映画ベスト100」で第71位にランクイン。2017年、BBCが52カ国から253人（女性118人、男性135人）の批評家を対象に「史上最も面白い映画」を調査した際、本作は第4位に選ばれた（1位『アニー・ホール』、2位『博士の異常な愛情』（1964年）、3位『お熱いのがお好き』）。
多数のメディアが『恋はデジャ・ブ』を「史上最高のコメディ映画」のランキングで上位に入れ、高く評価している。以下にその例を示す
- 『エンパイア』（2019年）：第1位[75]
- IGN：第11位[76]
- 『Paste』：第18位[77]
- 『Film School Rejects』と『Vogue』：順位なしで選出[78][79]

また、Rotten Tomatoesの「絶対に観るべき映画300本」にも第86位として選出されている。
さらに、「1990年代の最高の映画」としても数多くランクインしており、
- 『Slate』：第5位[81]
- 『Rolling Stone』：第11位[82]
- 『ShortList』：第12位[83]
- 『The A.V. Club』：第15位[84]
- Rotten Tomatoes：第28位[85]
- 『Slant Magazine』：第41位[86]
- 英国映画協会（BFI）：第55位[87]
- 『Time Out』：順位なしで選出[88]

## 分析

### ループの期間
フィルが実際に時間ループに閉じ込められていた期間は、多くの議論の対象となってきた。ハロルド・ライミス監督はかつて、この物語が10年ほどの期間に渡っていると考えていたと述べている。あるブロガーがその期間を約9年と見積もった際、ライミスはその推測と自身の以前の見解の両方に異を唱えた。ライミスは「何かの達人になるには少なくとも10年はかかる。たとえばフィルがアイス・スカルプティングやフランス語を学ぶようなことだ。だとすれば、無駄に過ごした時間や道を誤った年月を考慮に入れると、30年か40年くらいはループしていたはずだ」と述べた。同様の推測として、何かの分野で専門性を得るには少なくとも1万時間（1年少々）かかるとする理論がある。これに基づくと、画面上に描写されるループの数や、フィルが1日に学習に費やす可能な時間を加味して、おおよそ12,400日（約34年）フィルはループに閉じ込められていたという計算がなされている。原案を執筆したダニー・ルービンの初期の脚本では、フィル自身が「70〜80年は繰り返している」と述べており、その根拠として本を使って時間を記録している設定があった。
ユダヤ系の家庭に生まれたライミスは、再婚相手の影響で仏教的なライフスタイルを取り入れていた。ライミスは仏教の教義に基づき、「魂が次の段階に進化するにはおよそ1万年が必要」と述べている。2005年にはルービンが、「この問題は奇妙な政治的議論になってしまった。スタジオに“どのくらいループが続いているのか”と尋ねると、彼らは『2週間』と答えるだろう。でも私にとってこの映画のポイントは“長い時間が経過しているように感じられること”だった。私にとっては……100年。つまり一生だ」と述べている。ライターのライアン・ギルビーは著書『Groundhog Day』の中で、この時間の曖昧さを本作の最も驚くべき要素の一つとして挙げている。なぜフィルがループに巻き込まれたのか、どのくらいの期間だったのかといった説明はなされず、観客はただ“彼がより良い人間になるまでの長さ”としてそれを受け止めることになる。

### テーマ
この映画は様々な立場の人々により、多様な解釈がなされてきた。脚本家のルービン自身は、当初この作品をスピリチュアルな寓話として書いたわけではなく、人生における「抜け出せない繰り返し」の時期を描く物語として考えていた。彼は、「これは単に同じ一日を繰り返す男の話ではなく、どう生きるかという物語なんだ。誰の人生も日々の連続だろう？ 誰だって、人生に閉じ込められているように感じることはある」と語っている。作中でフィルがボウリング場で地元の住人に「何をしても意味のない場所に閉じ込められてる気持ちがわかるか」と問いかけるシーンがあるが、これは彼自身の状況を語っていると同時に、退屈な日常を生きる彼らにも共鳴する問いとなっている。ライミスとルービンは映画の哲学的・宗教的な側面について議論を重ねたが、最終的には「心のこもった、楽しくて感動的な物語」としての完成を目指していたという。ビル・マーレイはこの脚本を「人が変化を恐れて同じ日々を繰り返す」ことへのメタファーとして捉えていた。物語の冒頭では、ループ初日がフィルにとって最悪の一日である。しかし繰り返しの中で自分を変え、世界と向き合い、目の前の瞬間を大切にするようになることで、それが彼にとって「人生で最高の日」、すなわち「恋に落ちる日」へと変化していく。
この映画は、キリスト教的にはプライドを捨てて愛と利他精神を学ぶ「復活」の物語であり、仏教的には「輪廻（サンサーラ）」からの解脱の物語である。フィルは菩薩として、他者を助ける存在へと昇華する。ユダヤ教ではこれは「ミツヴァー（善行）」の実践に近く、カトリックでは「煉獄」からの解放に喩えられる。さらには、シーシュポスの神話、ニーチェの「永劫回帰」、自己啓発、フロイト的反復強迫、あるいは純粋な実存主義的危機の象徴とも解釈されてきた。
フィルは最初、自分を神と比較し、気象予報士として「天気を作っている」と宣言する。幾度ものタイムループを経て、自分は神だと信じ込むようになり、全知全能に見えるのは「長い時間を生きてきた結果、すべてを知っているからだ」と主張する。彼は得た知識を駆使して、自分に有利になるよう出来事を操る。この繰り返しは、フィルに自らの自己中心的な閉塞状態から脱する機会を与える。だが、変わろうとせず、変化は彼に強制的に押し付けられる。リタに何度も拒絶され、自分の考える「愛」が通用しないことに絶望したフィルは、感情的にどん底に陥り、何度も自殺を図る。ある時には「もう存在していないほど何度も死んだ」と語る。ライミスによれば、ちょうどこの時点でフィルは初めて変化の準備が整うのだという。
フィルはループを自己の欲望を満たすためでなく、他者を利するために使うようになって初めて、彼はこのループから解放される。何度繰り返してもホームレスの老人を救えないことを通して、フィルは自分が神ではないことを受け入れざるを得なくなる。また、リタに関するあらゆる知識や、自分がループの中で身につけた多くの技能を使っても、リタの愛を勝ち取ることはできない。フィルが彼女の心を得るのは、自分の欲望や見返りを求めず、純粋に他人を思いやるようになってからである。それは次の日もまたリセットされるかもしれない、つまり徒労に終わる可能性があるにもかかわらず、フィルは偽りや利己心なく他者に優しくすることを選ぶ。この時初めて、リタは彼に心を開くようになる。物語の冒頭でフィルが嘲笑していたリタの性格や価値観は、やがて彼が心から敬意を持ち、尊ぶものへと変化する。そしてフィルは、リタの愛を「欲したから」ではなく、「彼女が愛せるような人物へと本当に変わったから」受け取ることができるのだ。これは、ライミスが強調したかった「愛の贖いの力」を明確に示している。ライミスにとって『恋はデジャ・ブ』とは、過去の過ちを繰り返す機会が与えられたとき、それを変える強さと知恵を持つことの重要性を描いた物語だった。
映画評論家町山智浩は、監督・脚本のハロルド・ライミスがDVDのコメンタリーでニーチェに影響されたと語っていることにふれ、この作品はニーチェの永劫回帰思想をたったの100分で表現しきっていると言ってもよいのではないだろうか、と賛辞を呈した。
評論家リック・ブルックハイザーは、「人生を愛するということは、人生が終わるという事実も愛することだ」とし、フィルがあらゆる瞬間を愛するようになったからこそ、ループから解き放たれたのだと語っている。心理学者ジョン・シーモンは、「他の映画が記憶を過去への逃避として描くのに対し、フィルは「記憶の中に生きて」いる状態にあり、未来が存在しない。だが彼は細部に注意を払うことで、自らを成長させ、変化の主体となる。」と語った。脚本家ルービンは、ループを抜けた後のフィルは「もう二度とあの日の完璧な2月2日を経験できない」という寂しさを感じるかもしれないが、彼はかつての自分には戻らないだろうと語っている。

## 受賞・ノミネート
主な受賞、ノミネート結果は以下の通り
| 賞                           | 対象                                | 部門               | 結果       |
| ---------------------------- | ----------------------------------- | ------------------ | ---------- |
| 英国アカデミー賞             | ダニー・ルービン ハロルド・ライミス | オリジナル脚本賞   | 受賞       |
| ニューヨーク映画批評家協会賞 | ダニー・ルービン ハロルド・ライミス | 脚本賞             | 次点       |
| サターン賞                   | アンディ・マクダウェル              | 主演女優賞         | 受賞       |
| サターン賞                   | 『恋はデジャ・ブ』                  | ファンタジー映画賞 | ノミネート |
| サターン賞                   | ビル・マーレイ                      | 主演男優賞         | ノミネート |
| サターン賞                   | ハロルド・ライミス                  | 監督賞             | ノミネート |
| サターン賞                   | ダニー・ルービン ハロルド・ライミス | 脚本賞             | ノミネート |
| サターン賞                   | ジェニファー・バトラー              | 衣装デザイン賞     | ノミネート |

## 備考
- 推理作家の西澤保彦はこの作品にインスパイアされて、その代表作『七回死んだ男』を書いた。

## 映像ソフト
- DVD
- Blu-ray
- Ultra HD Blu-ray

## 仕様
- Ultra HD Blu-ray:カラー、ビスタサイズ、DOLBY ATMOS(英語)/DOLBY AUDIO(2.0日本語)